# Хараламби Ломлиев
Хараламби Татев Ломлиев е български учител и общественик.

## Биография
Роден е на 15 март 1866 г. в Севлиево в семейството на Евдокия и Татю Ломлиеви. Образованието си получава в първоначалното и класно училище в родния си град, в Пловдивската и Софийската гимназии. Завършва висше образование в Университета в Женева, Швейцария – естествени науки и в Гренобъл, Франция – френска филология. През 1885 г. е доброволец в Сръбско-българската война. През 1887 г. отбива военната си служба в 12-и пехотен балкански полк. Участва и в Балканската война като редник в 34-ти пехотен троянски полк. Учителства в първоначалното училище, по-късно в петокласното училище в Севлиево, в Нови пазар, в Севлиевската гимназия и Педагогическото училище. Работи и като училищен инспектор в Севлиево. Пенсионира се на 1 септември 1919 г. Умира на 26 юни 1952 г. в София.
Личният му архив се съхранява във фонд № 206К в Държавен архив – Габрово. Той се състои от 243 архивни единици от периода 1884 – 1952 г.